# Das ist Alpha!
Das ist Alpha!: Die 10 Boss-Gebote ist ein teils biografisches Motivationsbuch und Lebensratgeber des deutschen Rappers Kollegah. Der Bestseller erschien am 19. September 2018 über den riva Verlag.
Seit dem 5. Dezember 2018 ist außerdem eine von Kollegah persönlich gelesene und ungekürzte Hörbuchausgabe erhältlich.

## Inhalt
Das Buch ist in drei Teile aufgeteilt:
- Teil I – Die Analyse
- Teil II – Die zehn Gebote der Bosshaftigkeit (Hauptteil)
- Teil III – Der Neubeginn oder Du bist Boss

Die im Hauptteil als die zehn Gebote der Bosshaftigkeit beschriebenen sind nach Meinung des Autors die folgenden Punkte:
- Du sollst niemals den leichten Weg gehen
- Du sollst aus deinen Fehlern lernen
- Du sollst dir realistische Ziele setzen
- Du sollst unverwechselbar sein
- Du sollst deinen Geist bilden
- Du sollst Charakter haben
- Du sollst Vorbild und Anführer sein
- Du sollst auf dein Geld achten
- Du sollst deinen Körper trainieren
- Du sollst immer bereit sein

## Rezeption
In den Medien wurde das Werk negativ rezensiert. So schrieben Die Zeit, die Süddeutsche Zeitung, der Musikexpress und Laut.de die folgenden Worte:

„Ohnehin sind die Instruktionen aus dem schwer gelebten Leben von mit Askese überbackener Banalität: Übe dich in Geduld, arbeite an deinem Händedruck, sei selbstständig, sei nicht perfekt, sei kreativ, mach Fehler, zieh dir was Ordentliches an, lern kochen, probier's mal mit Yoga, lies ein Buch, red keinen Scheiß, benimm dich, achte aufs Karma, meditiere und lass die Hände über der Bettdecke. In der Summe ist das so furchterregend wie Scarface am Altglascontainer.“

„Der Boss weiß, was Frauen wollen: nämlich geführt werden. Aber sei's drum, selbst dieses eher dumpfe Klischee männlicher Dominanz bleibt halbwegs menschenfreundlich, denn ein Boss will niemandem etwas aufzwingen. Er lebt idealerweise einfach sein völlig freies Leben und übt Autorität allein durch seine Unabhängigkeit aus. Eben diese größtmögliche Freiheit scheint für Kollegah das Endziel der Persönlichkeitsentwicklung. Geld ist dabei ein Mittel, aber nicht der Hauptzweck. Machiavelli wird erwähnt, Nietzsche liegt assoziativ näher. Allerdings besteht hier kein Interesse an grundsätzlicher Umwertung der Werte. Im Gegenteil, nur die Fittesten überleben. Und das sind eben nicht die Stärksten, sondern die Anpassungsfähigsten. Das ‚Alpha-Mindset‘ ist also ein radikales Egoprogramm, libertäres Denken mit konservativem Unterbau (Männer führen, die heteronormative Familie steht über allem).“

„Bei Amazon läuft „Das ist Alpha“ für 22 Euro schon als Bestseller, in den Bewertungen finden sich zufriedene Kunden. Alles gut also? Mitnichten. Denn das „Alpha-Mindset“, das der Rapper hier jungen Leuten beibringen will, scheint teilweise aus einem anderen Jahrhundert zu sein. Einem, in dem Männer allein das Sagen haben. In dem Egoismus und Einzelkämpfertum Menschen nicht zu absoluten Arschlöchern gemacht haben.“

„Das Problem an der Sache ist nicht, dass Kollegah Ratschläge verkauft, die man von der Großmutter geschenkt bekommen hätte, hätte man ihr nur fünf Minuten zugehört. Das Problem ist die wirklich ekelhafte überkommene, verächtliche und vor allem misogyne Grundeinstellung, die er mit seinen Allgemeinplätzen mitliefert.“